# Saint-Martial-sur-Né

Saint-Martial-sur-Né este o comună în departamentul Charente-Maritime, Franța. În 1 ianuarie 2022 avea o populație de 428 de locuitori.